# Adam McQuaid
Adam Mark McQuaid (* 12. Oktober 1986 in Charlottetown, Prince Edward Island) ist ein ehemaliger kanadischer Eishockeyspieler. Zwischen 2009 und 2019 bestritt der Verteidiger über 500 Partien für die Boston Bruins, New York Rangers und Columbus Blue Jackets in der National Hockey League (NHL). Mit den Bruins, bei denen er den Großteil seiner Karriere verbrachte, gewann er in den Playoffs 2011 den Stanley Cup.

## Karriere
Adam McQuaid begann seine Karriere als Eishockeyspieler bei den Sudbury Wolves, für die er von 2003 bis 2007 in der kanadischen Juniorenliga Ontario Hockey League aktiv war. In diesem Zeitraum wurde er im NHL Entry Draft 2005 in der zweiten Runde als insgesamt 55. Spieler von den Columbus Blue Jackets ausgewählt. Am 16. Mai 2007 wurde der Verteidiger von Columbus im Tausch gegen ein Fünftrundenwahlrecht für den NHL Entry Draft 2007 an die Boston Bruins abgegeben. Von 2007 bis 2010 spielte er anschließend für Bostons Farmteam, die Providence Bruins, in der American Hockey League, wobei er im Laufe der Saison 2009/10 sein Debüt in der National Hockey League für Boston gab. Bis Saisonende erzielte er in insgesamt 28 NHL-Spielen ein Tor. Mit Beginn der Saison 2010/11 etablierte sich der Kanadier im NHL-Kader der Boston Bruins und gewann mit diesen zum Saisonende den Stanley Cup.
Nach über zehn Jahren in der Organisation der Bruins wurde McQuaid im September 2018 an die New York Rangers abgegeben. Im Gegenzug wechselten Steven Kampfer, ein Viertrunden- sowie Siebtrunden-Wahlrecht für den NHL Entry Draft 2019 nach Boston. Nach einem halben Jahr in New York wurde der Abwehrspieler erneut transferiert. Im Tausch für Julius Bergman sowie erneut ein Viertrunden- sowie Siebtrunden-Wahlrecht für den NHL Entry Draft 2019 wechselte er zu den Columbus Blue Jackets. Dort beendete er die Saison, erhielt im Sommer 2019 jedoch keinen weiterführenden Vertrag. Im Januar 2021 verkündete er schließlich das Ende seiner aktiven Karriere, zwei Wochen nach der Geburt seines ersten Kindes. Insgesamt hatte er in der NHL 512 Partien absolviert.
Mit Beginn der Saison 2021/22 kehrte McQuaid zu den Boston Bruins zurück, wo er im Trainerstab die Funktion des Player Development Coordinator übernahm.

## Erfolge und Auszeichnungen
- 2011 Stanley-Cup-Gewinn mit den Boston Bruins

## Karrierestatistik
(Legende zur Spielerstatistik: Sp oder GP = absolvierte Spiele; T oder G = erzielte Tore; V oder A = erzielte Assists; Pkt oder Pts = erzielte Scorerpunkte; SM oder PIM = erhaltene Strafminuten; +/− = Plus/Minus-Bilanz; PP = erzielte Überzahltore; SH = erzielte Unterzahltore; GW = erzielte Siegtore; 1 Play-downs/Relegation; Kursiv: Statistik nicht vollständig)